# Đường Sienkiewicz, Kielce

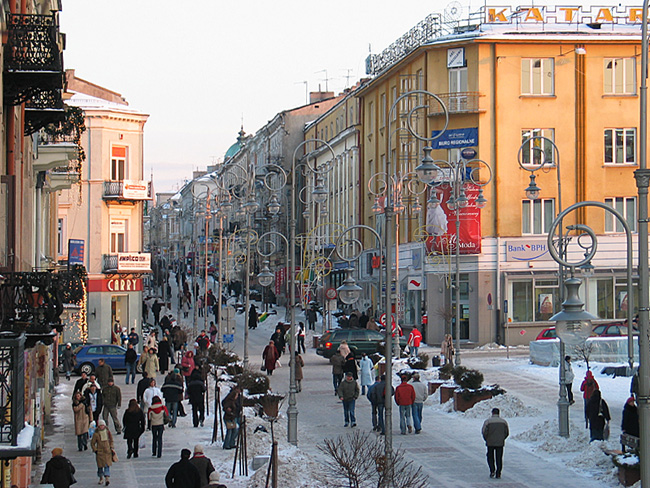
Phố Sienkiewicza vào mùa đông - ngã tư Kapitulna

Đường Henryk Sienkiewicz ở Kielce (tiếng Ba Lan: ulica Henryka Sienkiewicza) là " đường giao thông " thương mại và lịch sử chính của thành phố Kielce, Ba Lan. Nó được xây dựng vào giữa thế kỷ 19. Ban đầu nó được gọi là ulica Konstantego (Đường Constantine), sau đó là Đường Postal vào năm 1919, nó đã được đặt tên như hiện tại. Các cửa hàng và trung tâm thương mại được đặt ở đó cũng như các tòa nhà và di tích lịch sử. Con đường này dài khoảng 1270 mét và chạy từ ga xe lửa nằm cạnh quảng trường Độc lập đến Quảng trường Moniuszko.

## Lịch sử
Con đường bắt đầu được mở vào cuối thế kỷ 17. Vào thời điểm đó, Kielce có khoảng 1500 cư dân. Vào năm 1789, chỉ có sáu ngôi nhà gạch - bốn trong số đó nằm ngay cạnh quảng trường chính và hai ngôi nhà còn lại trên đường Mała. Thành phố đã có tất cả là 252 căn nhà. Con đường Sienkiewicza sắp tới chạy giữa thị trấn của các giám mục và các khu dân cư. Nó không được bao phủ bởi bất kỳ mặt lát nào. Theo hướng tây, con đường biến mất trên các cánh đồng, trong khi nó dẫn đến bờ đầm lầy của sông Silnica ở phía tây.
Vào ngày 5 tháng 7 năm 1881, một sự nhượng bộ đã được ban hành để xây dựng một con đường nối liền Dęblin với Zagłebie Dąbrowskie. Chẳng mấy chốc, các nhà thầu bắt đầu xây dựng tuyến đường sắt và cùng với đường ray cũng là một nhà ga. Đầu máy hơi nước đầu tiên đã đến Kielce vào ngày 21 tháng 12 năm 1883. Việc xây dựng nhà ga đường sắt được hoàn thành vào năm 1885. Nó được dựng lên giữa cánh đồng, trên đường Sienkiewicz. Công trình này kéo dài đến những năm 1960.
Ban đầu, khi một cây cầu nhỏ được xây dựng trên Silnica, một phần của con đường được gọi là Phố Nga, hay phổ biến hơn là Đường sắt. Nhờ sự đầu tư đó, một không gian kiến trúc lớn giữa thành phố và nhà ga đã ra đời. Việc mở rộng đường phố liên quan đến những thay đổi xã hội.
Việc mở rộng một phần khác của Đường Sienkiewicz ngày nay dẫn đến dòng người Do Thái đến Kielce. Họ bắt đầu đầu tư xây dựng lô đất. Giữa các đường phố Czysta và Żelazna, ở phía nam, có một khu vực không được xây dựng, đó là các vùng đất trồng trọt. Nó được bao quanh bởi một hàng rào từ bên đường Sienkiewicz.